# Ball Arena
Ball Arena (tidligere Pepsi Center) er en sportsarena i Denver i Colorado, USA, der er hjemmebane for både NHL-klubben Colorado Avalanche og NBA-holdet Denver Nuggets. Arenaen har plads til ca. 19.000 tilskuere, og blev indviet i 1999. 